# Dějiny Debrecínu
Debrecín je město, které existuje od středověku, navíc ještě v místě, kde kontinuální osídlení existovalo od dávných dob. 

## Nejstarší dějiny
Okolí města bylo osídleno již v prehistorických dobách. V lokalitě se vystřídala řada kmenů a kultur (např. Vandalové, Gótové, Sarmati, Avaři a další. Vojenský tábor zde měla v blízkosti dnešního města také Římská říše. Když sem na konci 9. století dorazili Maďaři, nalezli zde slovanskou/staroslovenskou kolonii. Bohatství města bylo založeno na soli, obchodu s kožešinami a chovu dobytka. Na místě současného Debrecínu se nacházela malá osada ještě před mongolským vpádem do Evropy. V době vlády dynastie Arpádovců v Uhrách zde stál již kostel sv. Ondřeje, okolo něhož se postupně rozrůstalo stálé osídlení. Rozvoj zaznamenalo i po něm, vzniklo spojením tří menších vesnic. V druhé polovině 13. století se tak stal středověkým městem. V této době zde byl významný rod Borsů, který na počátku století čtrnáctého inicioval několik povstání.
V roce 1361 uherský král Ludvík I. udělil občanům města právo volit si vlastní radu a zastupitelský sbor. Tím byl založen začátek místní samosprávy. Debrecín se tak stal městem s tržním právem (nikoliv svobodným královským městem). Dokument, který byl ještě několika texty později doplněn, se nicméně ztratil během tureckých válek. V roce 1405 dále Zikmund Lucemburský udělil Debrecínu právo volit si své vlastní soudce. V témže století se také v Debrecínu usídlil františkánský řád.

## Novověk

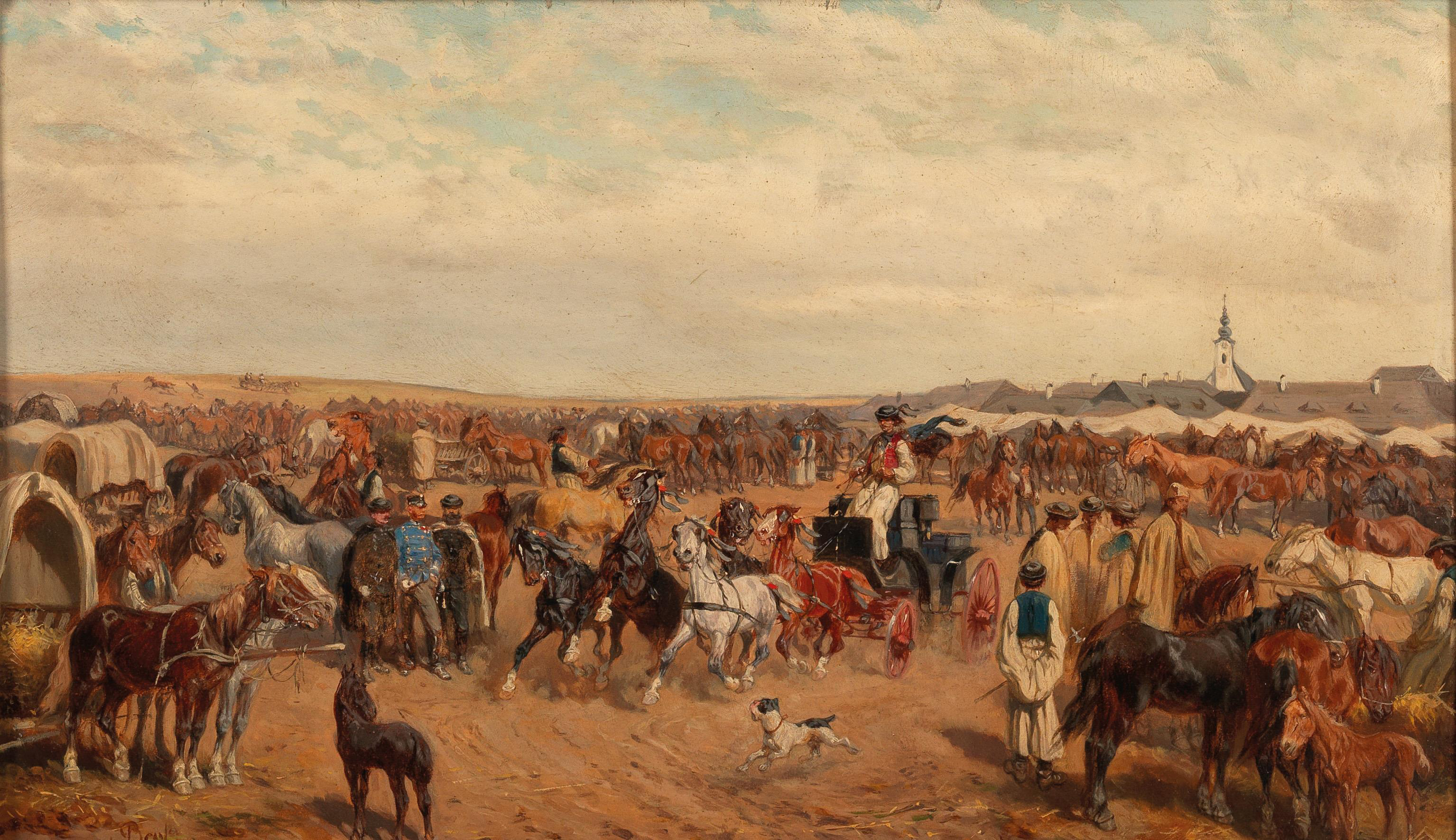
Koňský trh v Debrecínu.

Na počátku 15. století byl Debrecín pod nadvládou Štěpána Lazareviće a později Đurađa Brankoviće (v maďarském přepisu jako György Brankovics). Žilo zde okolo čtyř tisíc lidí. Město se rozvíjelo okolo hlavní třídy/náměstí (Piac), které vede severo-jižním směrem. Za domy se potom nacházel příkop. V letech 1450 až 1507 patřil rodině Hunyadiů. Obratnou politikou bylo město ušetřeno rabování a tureckých vpádů. Vzhledem k své poloze na východě dnešního Maďarska (a také Panonské nížiny) však bylo (ještě díky chybějícímu opevnění) snadným cílem pro postupující Turky. Čas od času tak byl před útočníky chráněn buď samotnými Turky, nebo sedmihradským knížetem. V roce 1558 se dostal nakonec pod nadvládu Osmanů. Až do druhé poloviny 17. století byl centrem místní správní jednotky (sandžaku). Během turecké nadvlády se zde i díky jisté otevřenosti města rozšířily myšlenky kalvinistické reformace. Velký podíl na tom měl Péter Juhász, který zde působil. Nástup nového vyznání přinesl nárůst vzdělanosti a potřebu nových knih. V Debrecínu se proto začaly také knihy tisknout. Období rozvoje a slávy města ale ukončila Velká turecká válka. Během ní se zhroutila bezpečnostní rovnováha v regionu. Přicházely stále častější nájezdy na Debrecín, které zruinovaly místní obchod.
Po osvobození mu byla v roce 1693 z rozhodnutí Leopolda I. navrácena městská práva. Zpustošení Uher rozšířilo hranice města, resp. umožnilo místním hospodařit na rekordně velkých plochách. Po zničených vesnicích a vysídlených obcích totiž zůstaly velké oblasti a Debrecín byl jediným větším městem, které útrapy přečkal. Sedláci hospodařili na velkých plochách neefektivně, zoráno bylo jen velmi málo půdy.
Od roku 1715 potom v Debrecíně působí Piaristé. V této době zde již stála univerzita (předchůdce současné vysoké školy), která spadala pod místní protestantskou obec. Protestantské církve zde měly poměrně značný počet věřících, což vedlo ke konfliktům mezi městem a vládou za vlády Marie Terezie. Město muselo platit vysoké clo a na jeho rozvoj bylo vynakládáno méně prostředků.[zdroj?] m Na konci 18. století žilo v Debrecínu třicet tisíc lidí. Nárůst obyvatelstva znamenal proměnu středu města. Za domy, které byly přivrácené k hlavní třídě (Piac) se nacházely zahrady a sady. Ty byly postupně vytlačovány dále od města, za původní příkop. Namísto původních zahrad byly z hlavní třídy vedeny nové ulice a vznikaly také další domy. Dařilo se také vinařství. Ekonomicky zde významnou roli hrál obchod s dobytkem.

## 19. století
V roce 1840 se v Debrecínu usadili první Židé, ačkoliv o povolení žít ve městě žádali již na konci 18. století. O několik desítek let později získali povolení kupovat půdu a nemovitosti. Roku 1896 byla otevřena na třídě Ference Deáka i místní synagoga (na Pásti utca). Do roku 1919 činili Židé 10 % obyvatel Debrecínu, zhruba deset tisíc lidí.

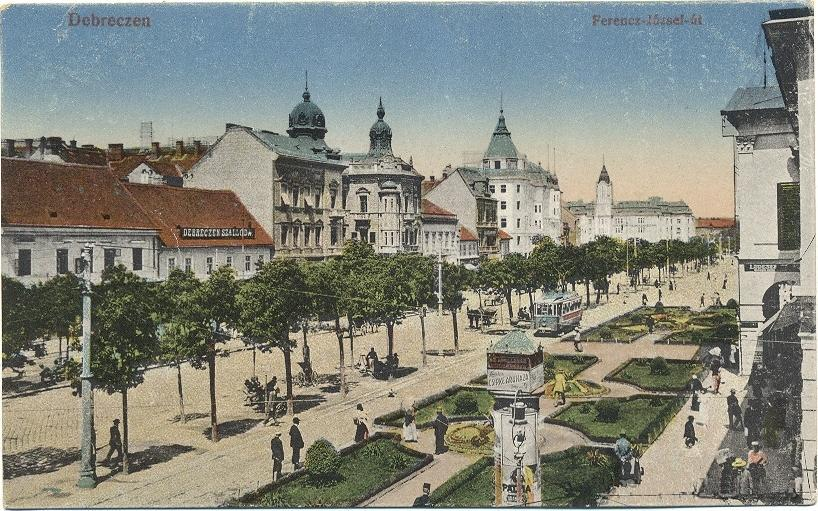
Třída Piac Utca v roce 1910

Po dobytí Budy bylo od ledna 1849 hlavním městem maďarské revoluce a boje za nezávislost. Po porážce Kossuthovy armády u města Mór bylo rozhodnuto přesunout hlavní stan právě sem. Lájos Kossuth prohlásil Debrecín za strážce maďarské svobody. Zde uherský sněm prohlásil nezávislost Uher a svrhl Habsburky z trůnu. Jedna z posledních bitev proběhla na západním okraji města. Samotný Debrecín nebyl během revoluce nejspíše nikterak závažněji poničen. V roce 1857 byla do města zavedena železnice ze Szolnoku (a tedy i z Budapešti). Díky ní později vznikly první moderní továrny, které dále iniciovaly populační růst. Rostly nové měšťanské domy, banky, nemocnice, kostely a vše, co město závěru 19. století potřebovalo k svému životu. Roku 1869 začaly vycházet první noviny. V roce 1884 zde byla zprovozněna parní tramvaj. Rychlý růst města a jeho modernizace však měly své limity, neboť i přes skromnou industrializaci okolí byl celý region především zemědělského charakteru. Trend rozvoje tak byl mnohem méně výrazný, než např. v Budapešti, která rychle směřovala k jednomu milionu obyvatel. I přesto se ale počet obyvatel mezi lety 1890 a 1910 téměř zdvojnásobil. V druhém uvedeném roce navíc začala působit v Debrecíně moderní univerzita.

## 20. století

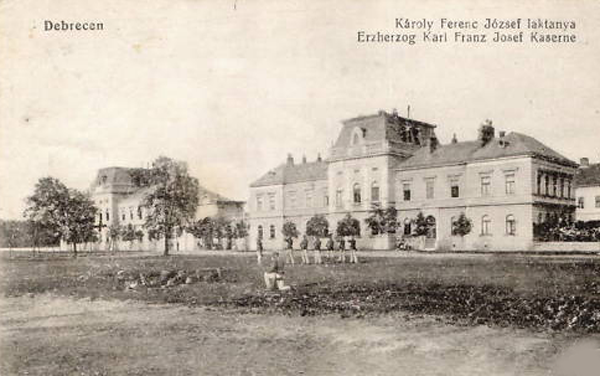
Kasárna Františka Josefa I. v Debrecínu.

Po první světové válce se Debrecín ocitl poblíž nově ustanovené hranice s Rumunskem. Jeho "rivalské město" Oradea (maďarsky Nágyvarad) se ocitlo na území cizího státu. Hranice byla vytyčena cca 30 km východně od města. Na rozdíl od např. Segedína však územní změny nedopadly na samotné město v takové míře, neboť okolní vesnice a další města v blízkosti Debrecína zůstala ještě na území Maďarska. Roku 1919 byl v souvislosti s chaosem po rozpadem Rakousko-Uherska okupován rumunskou armádou. To vyvolalo mezi místním obyvatelstvem míru nevole a protesty. Ještě v témže roce překonal poprvé počet obyvatel Debrecína sto tisíc.
Meziválečné období přineslo mírný rozvoj infrastruktury, např. výstavbu stadionu. Debrecín se začal více orientovat na cestovní ruch a školství. Nový rekreační areál vznikl ve Velkém lese (maďarsky Nagyerdő). V roce 1920 překročil počet obyvatel hranici sta tisíc již nadobro.
Těžké škody městu přinesla až druhá světová válka. Město bylo několikrát bombardováno. Zhruba dvě třetiny Debrecína byly závažně poškozeny a okolo polovina všech domů se změnila v ruiny. V závěru roku 1944 přes město postupovala Rudá armáda, která jej dne 20. října 1944 také obsadila (tzv. Debrecínská operace). Před dobytím Budapešti zasedal v Debrecíně jednou také maďarský parlament a byla zde ustanovena i dočasná vláda.
Po skončení konfliktu byla realizována dlouhodobá a nákladná obnova města. Některé lokality byly kompletně přebudovány jako panelová sídliště (např. Libakert, Vénkert, Tócóskert apod.) Modernistická výstavba se nevyhnula ani středu města. V 50. letech 20. století bylo v okolí Debrecínu investováno ve značné míře i do rozvoje průmyslu. Byla zde vybudována továrna na kolečková ložiska, na lékařské vybavení (Medicor) a továrna na výrobu léků (Biogal). Celkem vzniklo za jen za první dvě dekády období Maďarské lidové republiky v Debrecínu asi 25 tisíc pracovních míst. Místní podniky byly nicméně orientovány především na trhy ve východní Evropě nebo v tehdejším SSSR. Jednalo se hlavně o velké závody a těžký průmysl. V samotném Debrecínu převyšoval podíl těžkého průmyslu celonárodní průměr.
V roce 1956 se místní studenti přidali k protestu proti dobovým poměrům. Došlo ke střelbě, následně se během podzimu začalo stále více lidí přidávat na stranu protestujících. Situaci skončila až sovětská invaze do Maďarska v listopadu téhož roku.

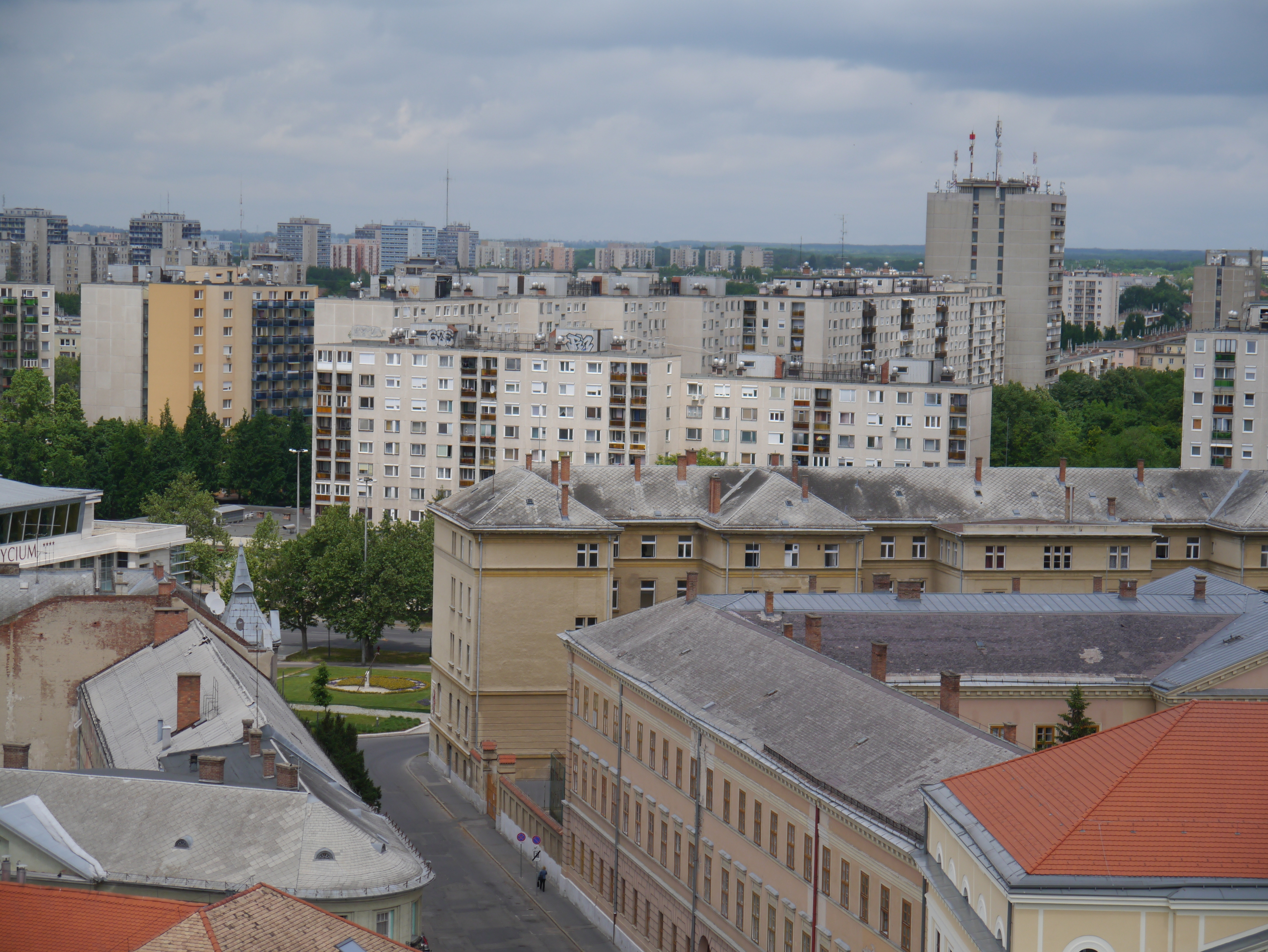
Panelové sídliště na severním okraji Debrecínu.

V roce 1982 dosáhl počet obyvatel Debrecína dvou set tisíc. Modernizace města a výstavba panelových sídlišť se nevyhnula ani jemu. Obytné soubory vyrostly také ale dále od centra města. Přestavovány byly ale i některé třídy v samotném centru, např. Csapó utca. Město tak dodnes nemá kompatní historické jádro, jako řada jiných maďarských sídel. Výsledkem dané skutečnosti je fakt, že v roce 1990 bydlela zhruba třetina obyvatel Debrecína v panelových domech. V roce 1985 byla poté zprovozněna trolejbusová síť. 
Ekonomický rozvoj města v 90. letech poznamenala hospodářská a politická transformace. Debrecín se stal městem, které je v Maďarsku vnímané především jako brána do sousedního Rumunska, v souvislosti se vstupem Maďarska do EU a pozdějším vstupem východního souseda nicméně došlo k provázanosti místní ekonomiky s rumunskou. Později byla postavena i dálnice přímo k rumunské hranici. V 90. letech bylo postaveno také konferenční centrum Kölcsey Center.

## 21. století
V roce 2002 byla otevřena sportovní hala főnix, odkazující mimo jiné na bájného ptáka fénixe, symbol města.[zdroj?] Roku 2004 se Debrecín ucházel o titul Evropského města kultury.
V roce 2017 město zařadil časopis Lonely Planet do seznamu top 10 destinací pro baťůžkáře.
Dnes je Debrecín známý rozmanitým kulturním životem, například barvami hýřícím Květinovým karnevalem 20. srpna, jazzovými dny a Letní univerzitou pro cizince, kteří se chtějí naučit maďarsky. Centrum města bylo kompletně přebudováno, vznikla pěší zóna s ohromnou kašnou. V roce 2023 postoupil Debrecín do finále výběru Evropského města kultury, nicméně neuspěl. Porazilo jej město Veszprém.